# Mick Whitnall
Mick Whitnall, född 7 november 1968, är en brittisk musiker son var gitarrist och låtskrivarpartner i Pete Dohertys rockband Babyshambles. Whitnall ersatte den tidigare gitarristen Patrick Walden.
Whitnall spelade tidigare med Kill City tillsammans med Peter Dohertys ex-flickvän Lisa Moorish.
Mick har också spelat i band som "Finley Quaye's band", 100 Men och 80-talspunkbandet Skin Deep.
och är enligt Pete Doherty den bästa "ska"-gitarristen i Storbritannien.
Whitnall spelar oftast på en rickenbackergitarr men även fender telecaster custom och olika epiphone-gitarrer. Han ska även ha varit drogmissbrukare som Doherty när han var ung.